# Cercyonis masoni
Cercyonis masoni är en fjärilsart som beskrevs av Norbert J. Cross 1937. Cercyonis masoni ingår i släktet Cercyonis och familjen praktfjärilar. Inga underarter finns listade i Catalogue of Life.